# 발렌티나 그레코
발렌티나 그레코(Valentina Greco, 1954년 5월 7일 ~ )는 이탈리아의 가수이다. 이탈리아 미냐네고 출생이다. 1972년 아마추어를 위한 콘테스트의 '산 레모에의 목소리'에 출전하여 1974년에 입상했다. 산 레모 음악제에 첫 출전하여 <여름밤>을 불러 입상했고, 대담하고 확실한 가창력을 인정받았다. 1974년 가을 베네치아 음악제에서는 신인 2위로 입상, 은콘도라상을 받았다. 1975년에 다시 산 레모 음악제에 참가하여   <갈림길>을 불러 4위에 입상했다.